# 후지야

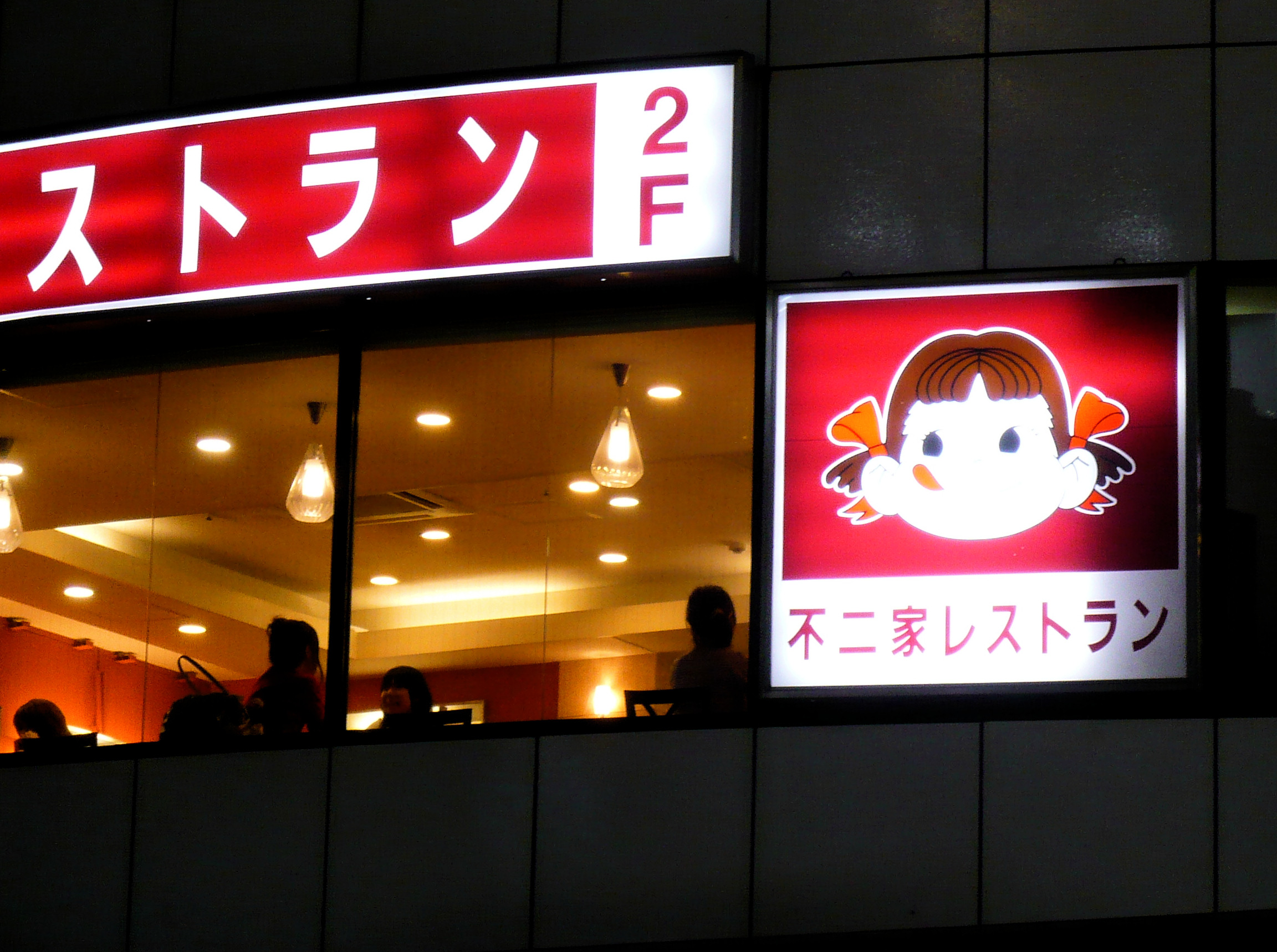
후지야 레스토랑

주식회사 후지야(일본어: 株式会社不二家, 영어: FUJIYA CO., LTD.)는 일본 굴지의 과자 회사로, 양과자 체인점과 후지야 프랜차이즈 레스토랑을 운영하고 있으며, 야마자키 제빵의 자회사이기도 하다.
후지야의 효시는 1910년 후지이 린에이몬이 가나가와현 요코하마시 모토마치 2가 86번지에서 창업한 양과자점 후지야이다.
2007년 1월에는 이 회사에서 판매하는 일부 양과자 제품이 유통기한이 지난 원료를 이용해 만든 것으로 밝혀지자 모든 양과자 제품의 제조·판매 및 양과자점·레스토랑 운영을 잠시 중단했으며, 당시 후지야의 사장이었던 후지이 린타로가 사임하기도 했다.